# يوم البحر (بوليفيا)

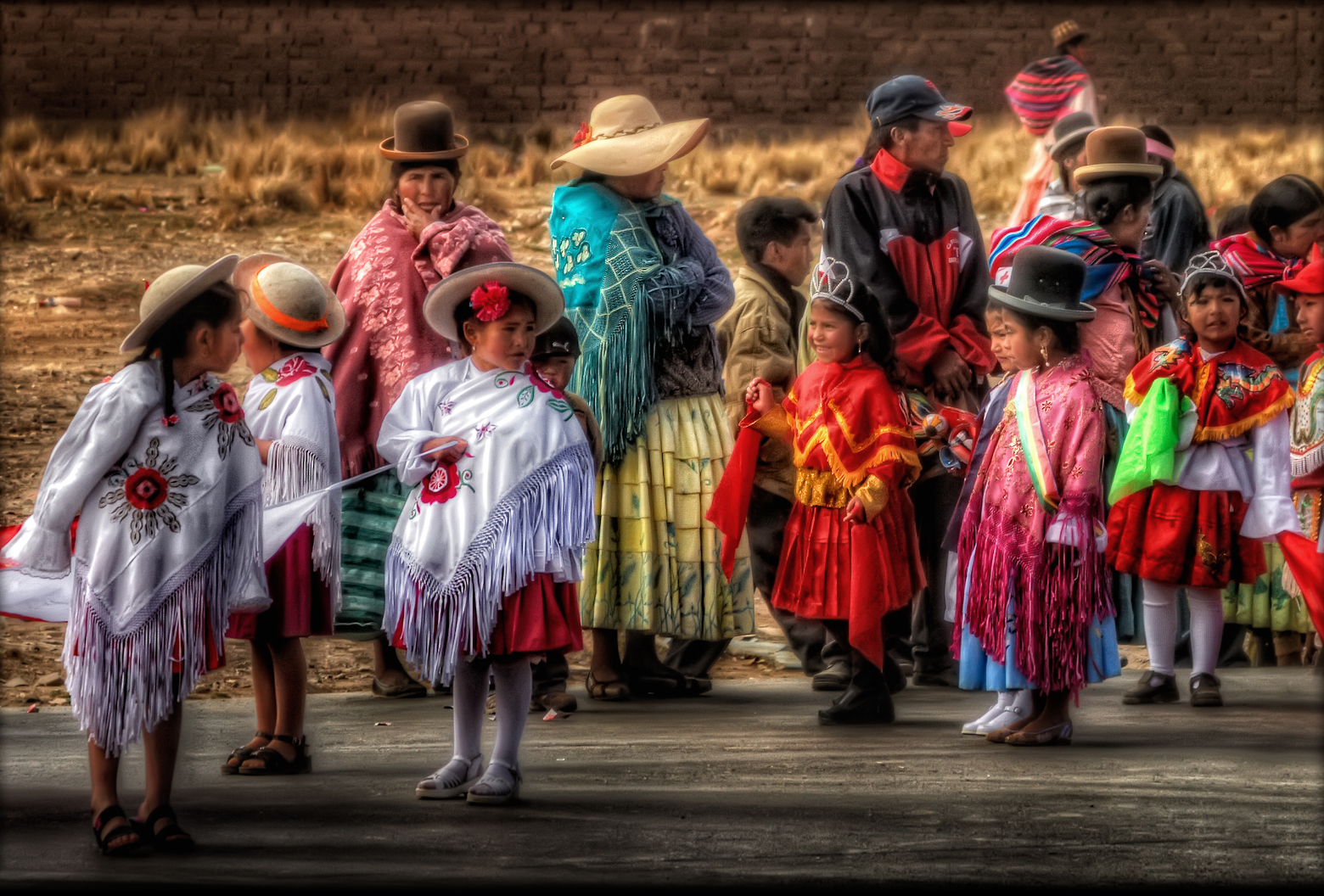
احتفال في إل ألتو ببوليفيا عام 2007

يوم البحر (بالإسبانية: día del Mar)‏، هو احتفال بوليفي يقام يوم 23 مارس لإحياء ذكرى فقدان منطقة أنتوفاجاستا لصالح تشيلي خلال حرب المحيط الهادئ في أواخر القرن التاسع عشر. وكانت منطقة أنتوفاجاستا المنفذ الوحيد إلى البحر لبوليفيا، ومن هنا جاء اسم الحدث. يقام الحفل الرئيسي كل يوم 23 مارس اذار في ساحة أبارووا، لاباز، بحضور رئيس جمهورية بوليفيا. وتقام مراسم أخرى أيضا في أماكن أخرى من البلاد.